# Arma não letal
Arma de eletrochoque.
Arma não letal ou armas menos letais (do inglês: less-lethal round) é um instrumento desenvolvido com o fim de provocar situações extremas às pessoas atingidas, fazendo com que sofram dor ou incômodo forte o bastante para interromperem um comportamento violento, mas de forma que tal interrupção não provoque riscos à vida desta pessoa em condições normais de utilização.
Exemplos são o canhão de água, a granada de luz e som, a granada explosiva com gás pimenta, bombas de fedor, as armas de efeito moral, armas sônicas, etc.
A denominação "arma não letal" é assim definida porque seu objetivo não é matar, e se fosse chamada de "menos letal" ou "menos que letal", como alguns preferem, o agente da lei poderia se sentir no direito de matar. Daí a opção prefencial pelo termo não letal.[carece de fontes?]
Seu uso está previsto na doutrina do "uso progressivo da força", onde esta deve ser utilizada somente quando indispensável e na medida mínima necessária para fazer cessar a hostilidade. Em seu 8° Congresso em Havana, realizado em 1990, a ONU recomenda fortemente esse tipo de tecnologia, visando sempre preservar vidas. Se as polícias só tivessem ao seu dispor armas de fogo, conter qualquer manifestação ou tumulto mais violento provocaria sempre uma carnificina.
Entretanto, devem ser entendidas dentro do conceito de "arma intermediária", ou seja, um complemento, e não um substituto, da arma de fogo na atividade policial.

## Mortes e ferimentos por armas "não letais"

### Ferimentos

#### Balas de borracha e munição de Bean Bag
Os principais ferimentos que podemos ter com a utilização deste tipo de equipamento pode trazer grandes riscos a saúde, entre eles, a cegueira quando o indivíduo é atingido na face por um disparo deste armamento, pode também causar um traumatismo craniano dependendo de como for utilizado e a distancia de utilização. Também quando com a pressão maior que a devida, este tipo de munição pode quebrar ossos.

#### Porretes, cassetetes, tonfas, bastões e similares
Este tipo de equipamento pode causar ferimentos leves como hematomas e desmaios temporários, porem também pode levar a problemas de maior gravidade como fratura de ossos, hemorragias e se utilizado de maneira abusiva pode causar o rompimento de órgãos e traumatismo craniano. Na traumatologia forense existe um tipo de fratura chamada de "fratura do cassetete" que é uma fratura que ocorre quando alguns ossos do braço são quebrados em uma tentativa da vitima de se defender de golpes de cassetetes e porretes.

#### Gás pimenta

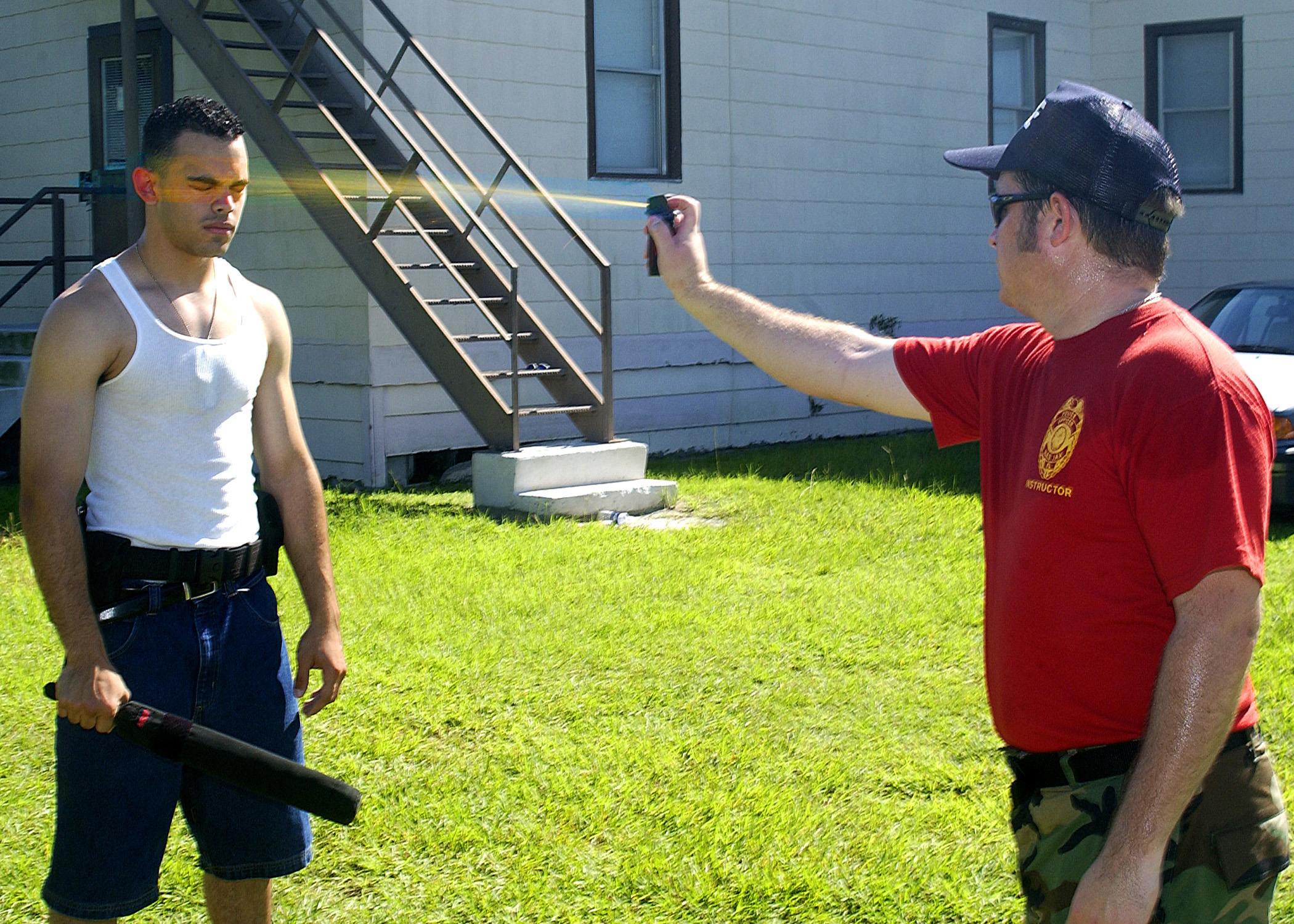
Um instrutor da Marinha norte-americana demonstra o uso do spray de pimenta.

Os riscos da utilização de gás pimenta vem principalmente da inalação do produto, que pode causar irritação das mucosas da garganta e assim causar um sufocamento e resultando em morte, já para pessoas com alergias a pimentas o risco de sufocamento pode ser dobrado, tendo em vista que uma pequena inalação pode provocar uma irritação e obstrução da garganta. Outro risco é a cegueira causada por exposição excessiva.

#### Armas de choque
O risco de armas de choque como tasers e sparks está principalmente para pessoas com problemas cardíacos preexistentes tendo em vista que quando o circuito voltaico envolve o corpo da vitima pode causar uma arritmia cardíaca o que pode levar o indivíduo a óbito.

#### Gás lacrimogênio
O risco do gás lacrimogênio está na inalação prolongada o que pode levar o indivíduo a morte, outros riscos estão em quando o gás é utilizado em formato de granada, que pode ferir por seus estilhaços.

### Mortes
- Em 4 de maio de 2020 Giovanni López morreu após ser agredido por tonfas, o uso de cassetetes causou um traumatismo craniano, o motivo da agressão foi a recusa ao uso de máscaras de proteção contra COVID-19;[8]
- Em 18 de março de 2018 Roberto Laudísio Curti de 21 anos, morreu após ser atingido por uma taser disparada pela policia de Sydney;[9]
- Em 14 de outubro de 2007 Robert Dziekański foi morto após ser atingido por uma arma de choque em um aeroporto;[10]
- No Canadá mortes por uso de tasers foram investigadas e foi criado um mapa com mais de 30 vitimas deste equipamento;[11]
- Em 21 de março de 2013 um gari foi morto em Belém no Brasil após inalar gás lacrimogêneo em um protesto;[7]
- Durante a ditadura militar brasileira era comum ocorrerem mortes por espancamento utilizando tonfas e cassetetes;[12]
- Em 2006 três pessoas ficaram cegas após serem atingidas por uma munição de Bean Bag na Hungria, em 2013, após anos lutando contra a depressão e o trauma sofrido em 2006, uma das vitimas cometeu suicídio;[13]
- Em 2013 um homem de 95 anos foi morto por um tiro de Bean Bag na cabeça, o tiro foi disparado por um policial de Ilinois nos Estados Unidos;[14]
- Em 2019 um jovem chamado Dilan Cruz foi assassinado na Colômbia após ser atingido na cabeça por um tiro de Bean Bag durante um protesto;[2]
- Em 2012 um jovem residente de Guariba foi morto pela policia, a autópsia revelou que ele teve um enfarte após inalar gás pimenta;[15]
- Em 2020 um homem foi morto em Nova Iorque após uso de gás pimenta, o homem inalou a substância após ser detido e algemado pela polícia;[16]
- Em 2018 a explosão de uma bomba de gás lacrimogêneo causou a morte de 17 jovens em Caracas na Venezuela;[17]
- Em 2020 polícias da Brigada Militar mataram jovens com golpes de cassetete e estrangulamento em Porto Alegre;[18]
- Em São Paulo um jovem foi agredido por cassetetes, a agressão causou tonturas no jovem que ao tentar se apoiar acabou caindo de um penhasco e morrendo;[19]
- Em Campo Grande, durante uma perseguição policial, um jovem pilotando uma moto recebeu uma tonfada que desequilibrou-o da moto e assim causando um acidente letal para o motociclista.[20]
- Na Tunísia, um homem de 35 anos morreu após inalar gás lacrimogêneo usado pela polícia para dispersar protesto.[21]

## Controvérsias
Existem diversas evidências que mostram que o uso de armas não letais podem matar, ou ainda causar danos irreversíveis à pessoa atingida. Regiões sensíveis como: cabeça, pescoço, olhos, abdome, e região urogenital, são especialmente vulneráveis a lesões severas se atingidas por arma não letal.
O uso das chamadas armas não letais é controverso.